# 존 애슐리
존 애슐리(John Ashley, 1934년 12월 25일 ~ 1997년 10월 3일)는 미국의 가수, 영화 프로듀서, 텔레비전 배우, 영화배우이다.

## 방송
- 시티 레인져
- A 특공대 1

## 영화
- 섹슈얼 터치 (1998년)
- 엄마는 투명 인간 (1995년)
- 마그마 탐험대 (1993년)
- 시티 레인져 (1993년)
- A 특공대 - TV시리즈 (1983년) - 나레이터 역
- 지옥의 묵시록 (1979년)
- 비스트 오브 블러드 (1971년)
- 여감방 (1971년)
- 매드 닥터 오브 블러드 아일랜드 (1968년)
- 브라이드 오브 블러드 (1968년)
- 2001 스페이스 오디세이 (1968년)
- 사전트 데드 헤드 (1965년)
- 더 아이 크리처스 (1965년)
- 하우 투 스터프 어 와일드 비키니 (1965년)
- 비치 브랭켓 빙고 (1965년)
- 해변 파티 3 - 비키니 비치 (1964년) - 자니 역
- 해변 파티 2 - 육체미 해변 파티 (1964년)
- 해변 파티 (1963년)
- 허드 (1963년)
- 몬스터 만드는 법 (1958년)
- 핫 로드 갱 (1958년)
- 프랑켄슈타인의 딸 (1958년)
- 드랙스트립 걸 (1957년)